# Elenski but
El elenski but (búlgaro еленски бут o —más exacta pero menos frecuentemente— бут по еленски, traducido a veces como pierna Elena) es un jamón curado de la ciudad de Elena (norte de Bulgaria) y una delicia popular en todo el país. Su carne tiene un sabor específico y puede curarse durante varios años, debiendo mucho al proceso especial de elaboración y las condiciones climáticas de la zona de los Balcanes en la que se ubica la ciudad.

## Etimología
But es una palabra turca que significa la parte superiora de la pierna humana o la pata.

## Preparación
Las piernas y cuartos del cerdo, tradicionalmente chamuscados y raspados, se separan del cuerpo. Más tarde se retiran las partes redundantes, de forma que la carne restante quede protegida por el cuero que rodea el tejido muscular. Tras dar forma a las piernas, se salan bien y se ponen en el fondo de un postav, un tipo especial de barril diseñado para la ocasión. Tradicionalmente se dejan en salazón 40 días, retirándolos luego para proceder al secado.

### Técnicas de conservación
Se emplean varias técnicas de conservación para preparar elenski but, variando típicamente mucha de una familia a otra, pero no regionalmente. En el pasado, las piezas se pisaban bien sobre harina de maíz o se procesaban con agua de cal. La carne también podía almacenarse en bolsas especiales de estopilla o recipientes de madera con redes gruesas en lugar de paredes (muharnik), pero es obligatorio ponerlas en algún momento al aire, para que éste ayude al secado y conservación, y también para evitar que las moscas pongan huevos en ellas.
En muchas ciudades pequeñas cercanas a Elena, los jamones se dejaban curar en la habitaciones donde se encendía fuego diariamente, de forma que podía lograrse cierto ahumado.